# بهناز جعفري
بهناز جعفري (بالفارسية: بهناز جعفری) (1975) ممثلة إيرانية.

## سيرة شخصية
وُلدت بهناز عام 1974 في طهران. تخرجت من قسم الأدب الدرامي في جامعة آزاد الإسلامية. فازت بجائزة كريستال سيمرغ لأفضل ممثلة مساعدة لدورها في فيلم «منزل مبني على الماء».

## الأعمال الفنية
- 2019 - طهران: مدينة الحب
- 2018 - 3 وجوه
- 2017 - تجول عني
- 2017 - بيت الفتاة[1]
- 2012 - عائلة محترمة
- 2011 - هافالي أوتوبان
- 2010-2011 المختار الثقافي (مسلسل تلفزيوني)
- 2010 خنفساء
- 2008 - شيرين
- 2006 النظرة
- 2006 من بعيد
- 2005 شاند تاري مو
- 2005 استيقظ أريزو!
- 2004 حدائق كاندلوس
- 2003 طهران 7:00 صباحا
- 2003 منزل بني على الماء
- 2002 نجين
- 2000 اللوح الأسود
- 1999 عشق طاهر
- 1995 روساري أبي

## الجوائز
- كريستال سيمرغ لأفضل ممثلة مساعدة لدورها في منزل مبني على الماء.
- الدبلوم الفخري لأفضل ممثلة من مهرجان الفجر السينمائي الدولي الثلاثين لدورها في فيلم هاتف الرئيس.
- أفضل ممثلة في مهرجان جام جام الرابع للفيلم.

## روابط خارجية
- بهناز جعفري على موقع IMDb (الإنجليزية)
- بهناز جعفري على موقع قاعدة بيانات الفيلم (الإنجليزية)